# Great Smoky Mountains
Great Smoky Mountains, pot. Great Smokies lub the Smokies – łańcuch górski zachodnich Appalachów, przechodzący w Pasmo Błękitne (ang. Blue Ridge Mountains), na terenie wschodniego Tennessee i zachodniej Karoliny Północnej w USA.
Od 1934 roku objęty ochroną przez Park Narodowy Great Smoky Mountains, który w 1976 roku został uznany za rezerwat biosfery, a w 1983 roku został wpisany na listę światowego dziedzictwa UNESCO.

## Nazwa
Nazwa Great Smoky Mountains (tłum. dosł. Wielkie Zamglone Góry) pochodzi od mgły spowijającej ich wierzchołki przez większą część roku. Po raz pierwszy nazwa ta wzmiankowana jest w akcie z 22 grudnia 1789 roku, w którym władze Karoliny Północnej przekazały teren obecnego stanu Tennessee rządowi federalnemu i ustanowiły nową granicę Karoliny Północnej na zachodzie. Część granicy biegła najwyższymi wierzchołkami łańcucha gór aż do miejsca zwanego „great Iron or Smoaky Mountain”. Nazwa „Smoky M” pojawia się na mapie po raz pierwszy w 1804 roku, a przez kolejne pół wieku na mapach stosowano „Smoky Mountains”, „Great Smoaky Mountains”, „Smoky Mountain”. Ostatecznie nazwa „Great Smoky Mountains” została ustabilizowana przez szwajcarskiego geologa Arnolda Guyota (1807–1884), który dokonał pomiaru szczytów Great Smoky Mountains w 1860 roku.

## Klimat
Great Smoky Mountains – jeden z najwyższych łańcuchów Appalachów – wpływa na pogodę w regionie. Warunki klimatyczne na wschodnich stokach gór determinują masy powietrza napływające znad Oceanu Atlantyckiego, zachodnie maja klimat bardziej kontynentalny.

## Szczyty
Najwyższym szczytem Great Smoky Mountains jest Clingmans Dome (2025 m n.p.m.) – najwyższy szczyt w Tennessee. Najwyższe wzniesienie pod względem wybitności jest Mount Le Conte (2010 m).
|  | Szczyt               | Wysokość | Wybitność | Lokalizacja       | Pochodzenie nazwy                                                   |
|  | -------------------- | -------- | --------- | ----------------- | ------------------------------------------------------------------- |
|  | Clingmans Dome       | 2025 m   | 1373 m    | Centralne Smokies | Thomas Lanier Clingman (1812–1897)                                  |
|  | Mount Guyot          | 2018 m   | 482 m     | Wschodnie Smokies | Arnold Guyot (1807–1884)                                            |
|  | Mount Le Conte       | 2010 m   | 415 m     | Centralne Smokies | Joseph Le Conte lub John Le Conte                                   |
|  | Mount Chapman        | 1960 m   | 176 m     | Wschodnie Smokies | David Chapman (1876–1944)                                           |
|  | Old Black            | 1939 m   | 52 m      | Wschodnie Smokies |                                                                     |
|  | Luftee Knob          | 1894 m   | 96 m      | Wschodnie Smokies | Rzeka Oconaluftee                                                   |
|  | Mount Kephart        | 1895 m   | 200 m     | Centralne Smokies | Horace Kephart (1862–1931)                                          |
|  | Mount Collins        | 1888 m   | 142 m     | Centralne Smokies | Robert Collins – przewodnik górski                                  |
|  | Marks Knob           | 1878 m   | 76 m      | Wschodnie Smokies |                                                                     |
|  | Tricorner Knob       | 1873 m   | 48 m      | Wschodnie Smokies |                                                                     |
|  | Mount Hardison       | 1870 m   | 41 m      | Wschodnie Smokies | James Archibald Hardison (1867–1930)                                |
|  | Andrews Bald         | 1801 m   | 48 m      | Centralne Smokies |                                                                     |
|  | Mount Sterling       | 1781 m   | 202 m     | Wschodnie Smokies |                                                                     |
|  | Silers Bald          | 1706 m   | 102 m     | Zachodnie Smokies |                                                                     |
|  | Thunderhead Mountain | 1684 m   | 332 m     | Zachodnie Smokies |                                                                     |
|  | Gregory Bald         | 1508 m   | 337 m     | Zachodnie Smokies |                                                                     |
|  | Mount Cammerer       | 1502 m   | 2 m       | Wschodnie Smokies | Arno B. Cammerer (1883–1941) – dyrektor National Park Service (NPS) |
|  | Chimney Tops         | 1440 m   | 61 m      | Centralne Smokies |                                                                     |
|  | Blanket Mountain     | 1404 m   | 152 m     | Zachodnie Smokies |                                                                     |
|  | Shuckstack           | 1225 m   | 91 m      | Zachodnie Smokies |                                                                     |

## Geologia
Great Smoky Mountains zostały wypiętrzone podczas orogenezy Appalachów (orogenezy hercyńskiej), ok. 200 milionów lat temu pod koniec paleozoiku. Większość skał w łańcuchu Great Smoky Mountains to skały osadowe z późnego prekambru. Materiał ten uległ przeobrażeniu podczas fałdowania – najczęściej spotykane skały na obszarze Great Smoky Mountains to metapiaskowce, łupki, fyllit i kwarcyt. Krystaliczny fundament zbudowany jest z gnejsów, łupków metamorficznych i granitów. Ponadto spotykane są tu skały osadowe z paleozoiku – wapień, dolomity, łupki ilaste i piaskowce. Wśród skał paleozoicznych znaleziono skamieniałości śladowe zwierząt morskich oraz skamieniałości małżoraczek, ramienionogich i trylobitów.

## Historia
Przed 1500 obszar Great Smoky Mountains zamieszkiwali rdzenni Amerykanie – Czirokezi. W 1540 roku w pobliże gór dotarła wyprawa Hernando de Soto, a w latach 1566–1567 również wyprawa Juana Pardo. W 1673 roku region Great Smoky Mountains badali odkrywcy James Needham i Gabriel Arthur – wzmianka o ich wyprawie znalazła się w liście Abrahama Wooda (1610–1682). W 1790 roku w góry przybyli pierwsi osadnicy a rok później, na mocy traktatu z Holston regulującego relacje Czirokezów z rządem USA i granice terytorium Czirokezów, Czirokezi zrzekli się roszczeń do ziemi w regionie, m.in. do obszaru Great Smoky Mountains na wschód od Mount Collins. W 1797 roku pułkownik Benjamin Hawkins sporządził mapy regionu Great Smoky Mountains i wyznaczył granicę pomiędzy Czirokezami a białymi osadnikami zgodnie u ustaleniami traktatu z Holston. Czirokezi odzyskali część gór po podpisaniu traktatu z Tellico – addendum do traktatu z Holston. W 1802 roku ponownie wyznaczono granicę – nazywaną linią Meigsa-Freemna od nazwisk wyznaczających ją urzędników. Na mocy kolejnego traktatu w 1819 roku Czirokezi zrzekli się wszystkich ziem w regionie na rzecz rządu USA. W latach 50.–60. XIX wieku szwajcarski geolog Arnold Henry Guyot (1807–1884) zbadał góry i dokonał pomiaru szczytów Great Smoky Mountains. W latach 80. XIX wieku pojawiły się pierwsze sugestie objęcia gór ochroną i założenia parku narodowego. Petycję do władz federalnych w sprawie założenia parku przedstawiły w 1899 roku władze towarzystwa parku narodowego w Appalachach. Po wykupieniu ziemi, park powstał ostatecznie w 1934 roku.